# Polycopoidea
Polycopoidea is een superfamilie van kreeftachtigen uit de klasse van de Ostracoda (mosselkreeftjes).

## Families
- Polycopidae Sars, 1865
- Quasipolycopidae Jones, 1995 †